# نصر الساماني الثاني
أبو الحسن نصر بن أحمد بن إسماعيل الساماني (301-333 هـ) كان أمير الدولة السامانية. اعتلى الأمير العرش في سن الثامنة. كانت بخارى عاصمة الدولة السامانية في ذلك الوقت. حكم الأمير نصر بن أحمد الثاني ثلاثين سنة وقليلة.

## إمارته
وبقي نصر بن أحمد  وحيداً وکان صغیرا طفلا في نيران الفتنة والبلاء بوفاة أبيه. لكن خطة أبي عبد الله محمد بن أحمد الجهاني تمكن من إخماد نيران المسلحين وتجاوز الصعوبات. بعد اغتيال الأمير أحمد بن إسماعيل الساماني، أُعيد ابنه نصر بن أحمد البالغ من العمر ثماني سنوات ليبايعه الناس. خاف نصر وقال: تريد قتلي مثل والدي. قالوا: لا، نريد استبدالك بوالدك. كان أهل ما وراء النهر يأملون في إسحاق، عم نصر، لكن أهل بخارى، على الرغم من كل المعارضة، استبدلوا نصر بوالده.
في عصره، كانت هناك فوضى وتمرد حول أراضي السامانيين وكان هناك صوت معارضة عالي من جميع الجهات. وممن عارضه عمه إسحاق بن أحمد حاكم سمرقند، والآخر ليلي بن النعمان شيخ علويين طبرستان، وأحمد بن سهل من عظماء السامانيين، ويحيى ومنصور وإبراهيم (إخوته). ومردافيج وفاشمغير ابنا زيار. كما عصى أهل سيستان نصر. وضع نصر بمساعدة وزيره العالم حدا لكل هذه الفتن وأصبح يعرف بأمير سعيد.
بعد خلع نصر وتعيين ابنه خلفًا له، اندلع الشعب واضطهد الإسماعيليين، وعاقب بعضهم وفرّ آخرين. تم شنق أحد المبشرين الإسماعيليين، أحمد نخشبي، الذي حوّل نصر إلى الديانة الإسماعيلية، أثناء انتفاضة القمر 332.
يقال إن أمير نصر قضى بقية حياته في العبادة حتى مات بمرض السل عام 331 هـ عن عمر يناهز الثامنة والثلاثين. استمر حكمه ثلاثين عامًا.

## رائحة النهر المولیان

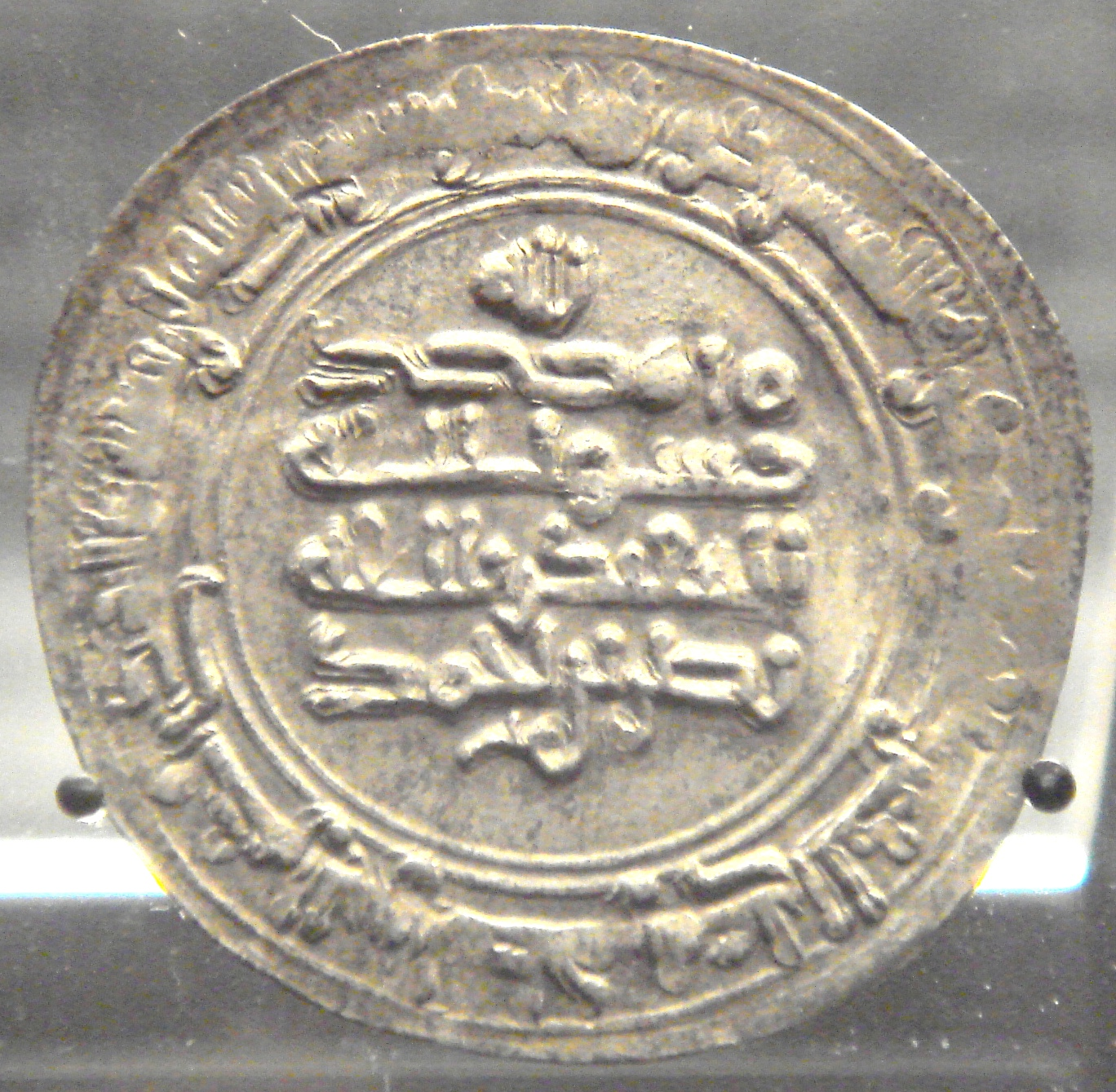

في إحدى الرحلات من هرات، وصلوا إلى قريتين جميلتين، حيث توجد حدائق كبيرة أمام كل منزل. أمير، لأنه يحب هذه الأماكن، يأمر جميع القوات بالبقاء هنا. تستمر هذه الإقامة لفترة أطول قليلاً، أي ما يعادل أربع سنوات، لأنه كان هناك سلام في جميع الأراضي. أمراء الجيش والجنود الذين يفتقدون عائلاتهم يطلبون من الأمير الوزير التفكير في خطة وإقناع الأمير بمغادرة هذا المكان، مقابل إعطائه العديد من العملات المعدنية. يقرأ رودكي للأمير هذه القصيدة الفارسية وفي يده قيثارة:
(تنتشر رائحة ((نهر الموليان)) الآن ، يُذكّّر الرفيق الرحيم و...)
بالفارسية:
بویِ جویِ مولیان آیَد هَمی
یادِ یارِ مِهرْبان آیَد هَمی
ریگ آموی ودُرُشتی راهِ أو
زیر پایَم پَرنِیان آیَد هَمی
آبِ جیحون از نشاطِ رویِ دوست
خنگ ما را تا مِیان آیَد هَمی
ای بخارا! شاد باش ودیر زی
میر زی تو شادْمان آیَد هَمی
میر ماه است وبخارا آسْمان
ماه سویِ آسمان آیَد هَمی
میر سَروْ است وبخارا بوستان
سَروْ سویِ بوستان آیَد هَمی
عندما وصل أمير إلى هذه النقطة من القصيدة، ركب الخيل بدافع الفرح المطلق، وحتى وصل بخارى ، لم يتوقف في أي مكان إلا عند الضرورة. كما تلقى روداكي عدة مرات العملات التي وعدوه بها.